# Overgrown
Overgrown je druhé studiové album britského hudebníka Jamese Blakea. Album vyšlo 5. dubna 2013 u Blakeovo vydavatelství ATLAS Records ve spolupráci s A&M Records a Polydor Records. Album produkoval James Blake, mimo skladby „Digital Lion“ kterou produkoval Brian Eno a který je rovněž jejím spoluautorem. V písni „Take a Fall for Me“ se podílel jako host rapper RZA.

## Seznam skladeb
| Pořadí         | Název               | Autor                          | Producent      | Délka |
| -------------- | ------------------- | ------------------------------ | -------------- | ----- |
| 1.             | Overgrown           | James Blake                    | Blake          | 5:00  |
| 2.             | I Am Sold           | Blake                          | Blake          | 4:04  |
| 3.             | Life Round Here     | Blake                          | Blake          | 3:37  |
| 4.             | Take a Fall for Me  | Blake, RZA                     | Blake          | 3:33  |
| 5.             | Retrograde          | Blake                          | Blake          | 3:43  |
| 6.             | DLM                 | Blake                          | Blake          | 2:25  |
| 7.             | Digital Lion        | Blake, Brian Eno, Rob McAndrew | Eno            | 4:45  |
| 8.             | Voyeur              | Blake                          | Blake          | 4:17  |
| 9.             | To the Last         | Blake                          | Blake          | 4:19  |
| 10.            | Our Love Comes Back | Blake                          | Blake          | 3:39  |
| Celková délka: | Celková délka:      | Celková délka:                 | Celková délka: | 39:22 |